# Villiers-sur-Tholon
Villiers-sur-Tholon ist eine Commune déléguée in der französischen Gemeinde Montholon mit 453 Einwohnern (Stand 1. Januar 2022) im Département Yonne in der Region Bourgogne-Franche-Comté (vor 2016 Bourgogne); sie gehört zum Arrondissement Auxerre.
Die Gemeinde Villiers-sur-Tholon wurde am 1. Januar 2017 mit Aillant-sur-Tholon, Champvallon und Volgré zur neuen Gemeinde (Commune nouvelle) Montholon zusammengeschlossen. Die Gemeinde gehörte zum Kanton Charny (bis 2015 Aillant-sur-Tholon).

## Geographie
Villiers-sur-Tholon liegt etwa zwanzig Kilometer nordwestlich von Auxerre am Tholon. 

## Bevölkerungsentwicklung
| Jahr                      | 1962 | 1968 | 1975 | 1982 | 1990 | 1999 | 2006 | 2013 |
| Einwohner                 | 384  | 350  | 329  | 334  | 347  | 354  | 440  | 489  |
| Quelle: Cassini und INSEE |      |      |      |      |      |      |      |      |

## Sehenswürdigkeiten

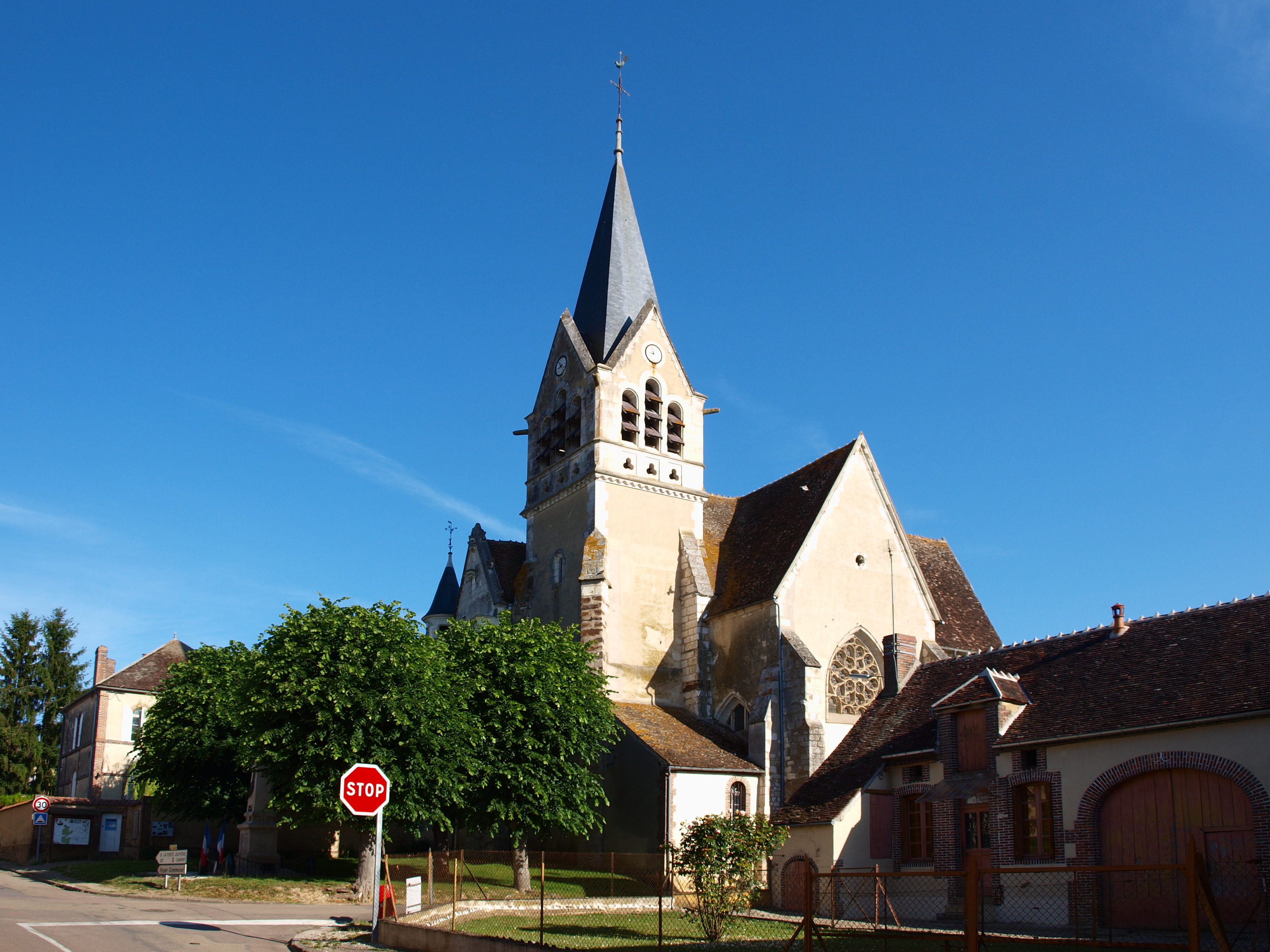
Kirche Saint-Jean-Baptiste

- Kirche Saint-Jean-Baptiste aus dem 15./16. Jahrhundert, seit 1976 Monument historique
- Mühle

## Persönlichkeiten
- Ernest-Théodore Valentin Deschamps (1868–1900), Erzpriester von Auxerre, Gründer des Sportvereins AJ Auxerre